# イスラーム・ボズバエフ
イスラーム・ボズバエフ（Islam Bozbayev、1991年6月11日 - ）はカザフスタンの柔道家。階級は90kg級。身長182cm。

## 人物
2010年のアジア大会81kg級では当初3位だったが、2位になったウズベキスタンのショキール・ムミノフのドーピング違反が発覚したために、同じく3位だった高松正裕とともに2位に繰り上がった。2011年のアジア選手権でも2位だった。2012年のロンドンオリンピックでは3回戦でドイツのオーレ・ビショフに崩上四方固で敗れた。その後に階級を90kg級に上げると、グランドスラム・東京では3位になった。2013年のアジア選手権では3位だったが、地元で開催されたグランプリ・アルマトイでは優勝した。2016年のリオデジャネイロオリンピックには出場できなかったが、2017年のグランドスラム・バクーで優勝した。2018年には世界ランキング上位16名の選手で競われるワールドマスターズで3位になると、2019年のグランドスラム・パリでも2位となった。2021年6月の世界選手権では7位だったが、7月に日本武道館で開催された東京オリンピックでは2回戦で敗れた。その後階級を100㎏級に変更すると、2022年のアジア選手権で2位になった。
IJF世界ランキングは3290ポイント獲得で10位(2024年3月25日現在)。

## 主な戦績
81kg級での戦績
- 2010年 - アジア大会 2位
- 2011年 - アジア選手権 2位
- 2011年 - グランドスラム・モスクワ 3位
- 2011年 - ワールドカップ・アルマトイ 優勝
- 2011年 - グランドスラム・東京 5位

90kg級での戦績
- 2012年 - グランドスラム・東京 3位
- 2013年 - アジア選手権 3位
- 2013年 - グランプリ・アルマトイ 優勝
- 2015年 - グランプリ・サムスン 3位
- 2017年 - グランドスラム・バクー 優勝
- 2017年 - アジア選手権 2位
- 2018年 - グランプリ・チュニス 優勝
- 2018年 - アジア大会 5位
- 2018年 - ワールドマスターズ 3位
- 2019年 - グランドスラム・パリ 2位
- 2019年 - グランプリ・ブダペスト 5位
- 2021年 - アジア・オセアニア選手権　団体戦　3位
- 2021年 -　世界選手権　7位

100kg級での戦績
- 2022年 -　アジア選手権 2位
- 2023年 -　グランドスラム・アスタナ　3位
- 2024年 -　グランドスラム・トビリシ　3位

(出典、JudoInside.com)